# Wacław Gołdyn
Wacław Gołdyn (ur. 10 stycznia 1921 w Krymnie, zm. przed 2000) – oficer UB, SB i MO.
Syn chłopa Karola, w 1934 skończył szkołę podstawową w rodzinnej wsi, a do 1955 4 klasy gimnazjum dla pracujących. 23 VIII 1944 wstąpił do MO, 21 IV 1945 został referentem PUBP w Gdyni-Orłowie. Od 8 III 1946 komendant gmachu PUBP w Lęborku, od 1 X 1947 oddziałowy aresztu tego PUBP, od 1 IX 1949 młodszy referent, od 1 IX 1950 referent, a od 1 I 1951 starszy referent Referatu V PUBP w Lęborku (20 XII 1949 ukończył Trzeci Kurs Szkoły Wojewódzkiego Urzędu Bezpieczeństwa Publicznego w Gdańsku). Od 1 V 1952 starszy referent przy Kierownictwie PUBP w Lęborku, od 15 X 1953 zastępca szefa PUBP, od 15 V 1955 zastępca komendanta powiatowego MO ds. SB w Lęborku w stopniu podporucznika. 1 I 1957 przeniesiony do służby poza pionem SB, został zastępcą komendanta Komendy Powiatowej MO w Lęborku w stopniu porucznika. 1 II 1959 - 5 I 1963 zastępca komendanta MO w Wejherowie.

## Odznaczenia
- Krzyż Srebrny Orderu Virtuti Militari (1959)
- Brązowy Krzyż Zasługi
- Krzyż Walecznych
- Krzyż Partyzancki
- Medal Zwycięstwa i Wolności 1945
- Medal za Warszawę 1939–1945
- Odznaka „10 Lat w Służbie Narodu”
- Odznaka Grunwaldzka
- Medal za Zwycięstwo nad Niemcami w Wielkiej Wojnie Ojczyźnianej 1941-1945 (ZSRR)